# Henry Charles Hamilton Eden
Henry Charles Hamilton Eden, britanski general, * 1889, † 1963.